# Poecilotheria fasciata
Poecilotheria fasciata é uma espécie de aranha pertencente à família Theraphosidae (tarântulas).